# Arthur Russell
Arthur Russell (ur. 13 marca 1886 w Walsall, zm. 23 sierpnia 1972 tamże) – brytyjski lekkoatleta, biegacz długodystansowy, mistrz olimpijski.
Zwyciężał w mistrzostwach Wielkiej Brytanii (AAA) w biegu przeszkodowym w 1904, 1905 i 1906. Na igrzyskach olimpijskich w 1908 w Londynie startował w biegu na 3200 m przez przeszkody. W biegu finałowym prowadził od początku. Na ostatnim okrążeniu walczył najpierw z Amerykaninem Johnem Eisele. Później Brytyjczyk Archie Robertson wyprzedził Eisele’ego, ale Russell zwyciężył z przewagą 2 metrów na mecie.
Rekordy życiowe Russella: bieg na 880 jardów – 2.05,4 (1906); bieg na milę – 4.26,6 (1904).